# Gabriela Otero
Gabriela Adriana Otero (Buenos Aires; 12 de julio de 1973) es una artista plástica y escultora argentina, conocida por sus esculturas y miniesculturas de fundición. Su obra recorrió todo el mundo por lugares como Buenos Aires, Barcelona, Londres y varias ciudades de Inglaterra.

## Biografía
Otero nació en la localidad de Lugano un 12 de julio de 1973. Comenzó con sus estudios artísticos desde los 12 años en Bellas Artes en una pequeña  escuela llamada "Lola Mora” en honor a la escultora argentina. Allí adquiere el título de Maestra Nacional de Dibujo. Luego continuó sus estudios en la escuela Prilidiano Pueyrredón  (principal academia de Buenos Aires) obteniendo los títulos de Profesora Nacional de Escultura y Pintura sucesivamente.

## Inicios
En ese momento su formación artística  es solventada por su trabajo en escuelas de la Ciudad de Buenos Aires, como docente de arte para niños. 
"La frescura y creatividad de los chicos también enriquece sus ideas y realizaciones  artísticas" 
Integró “Hazcruzado” grupo de experimentación visual en espectáculos multimedia donde escenografías efímeras creadas básicamente con proyecciones, música y danza contemporánea se daban cita. Fue también Profesora de Plástica Bidimensional en Escuela de Estética de la Provincia de Buenos Aires. Por otra parte, participó en realizaciones escenográficas, decoración y utilería  para el Parque de la Costa. Fue coordinadora del programa educativo de “Centro Cultural Borges”. En 1993 se desempeñó como profesora de escultura y cursos de extensión cultural en la Universidad de Buenos Aires. También ejerció como: Escenógrafa y Vestuarista de un equipo de animación en Cerdeña, Italia. 

###### Comienzo de su obra
En el 2004, concreta la idea de las "miniesculturas", la cual son series de esculturas en miniatura que buscan, según la artista, el deseo de poder llegar con una pieza a toda persona sensible que intuya la energía que tiene un original.

## Exposición
A partir de las miniesculturas y otras series de escultura, Gabriela fue seleccionada para exponer en The Sculpture Park en Surrey donde fueron adquiridas seis de sus esculturas. Su obra transitó por varias galerías de arte de Inglaterra y por la Bienal de Florencia, Italia. A la vuelta a su país natal, su obra iba a ser expuesta, en varias ocasiones, en Arteclasica contemporánea una feria de arte contemporáneo que tuvo lugar en el Centro Costa Salguero. En 2010 expuso en Expotrastiendas, una feria de arte expuesta en el complejo La Rural. Un año después fue seleccionada para la Bienal de San Luis. Otero fue también parte de subastas por parte del Banco Ciudad en dos oportunidades, además cursó un seminario con el artista argentino Antonio Pujia.

## Premios
Su obra la llevó a ser galardonada en varias ocasiones por diferentes entidades e instituciones artísticas.
- 2007, Segundo premio en "Muestra de Pesebres Navideños" convocado por el Museo de Esculturas Luis Perlotti.[3]
- 2018, Segundo premio en el concurso "Salón Primavera" organizada por la galería de arte Braque.[4]
- 2019, Primer premio en el concurso "Salón Primavera" organizada por la galería de arte Braque
- 2019, Tercera mención en "Pesebres escultóricos" convocado por el Museo de Esculturas Luis Perlotti.[5]